# بخش لارنس (شهرستان لارنس، اوهایو)
بخش لارنس (به انگلیسی: Lawrence Township) یک منطقهٔ مسکونی در ایالات متحده آمریکا است که در شهرستان لارنس، اوهایو واقع شده‌است.
 بخش لارنس ۸۶٫۴ کیلومتر مربع مساحت و ۲٬۵۷۹ نفر جمعیت دارد و ۲۶۸ متر بالاتر از سطح دریا واقع شده‌است.